# Długi Spław
Długi Spław (niem. Lagen Flôssel) – potok górski, lewy dopływ Białej Lądeckiej. 

## Opis
Źródła znajdują się pod szczytem Postawnej, na jej zachodnim zboczu, na wysokości ok. 1090 m n.p.m. Potok płynie początkowo ku południowemu zachodowi, później ku zachodowi, po czym skręca ku północy. Jego dolina, początkowa płytka i szeroka, na odcinku południkowym staje się głęboko wcięta i wąska. Na wysokości ok. 923 m n.p.m. łączy się z Białym Spławem i z ich połączenia powstaje Biała Lądecka.

## Budowa geologiczna
Potok płynie przez obszar zbudowany ze skał metamorficznych – początkowo z łupków kwarcytowych i kwarcytów, później z łupków łyszczykowych z przeławiceniami paragnejsów, amfibolitów i łupków amfibolitowych.

## Ochrona przyrody
Potok płynie przez Śnieżnicki Park Krajobrazowy.

## Turystyka
W rejonie, gdzie płynie Długi Spław nie ma żadnych szlaków turystycznych.